# Coson
Coson (Griego antiguo: Κόσων) fue rey de Odrisia y Tracia .

## Vida
Reinó alrededor de 42 a. C. y es conocido por las monedas que acuñó. Acuñó monedas de plata y estateros de oro que por un lado tienen tres hombres; el cónsul romano Bruto entre dos hombres con bastones y la inscripción ΚΟΣΩΝ, por el otro lado tienen un águila sosteniendo una corona. Algunos historiadores modernos le clasifican como el rey de los getas o dacios porque se encontraron grandes cantidades de sus monedas en la actual Transilvania, Rumanía.